# Alte Synagoge (Pforzheim)

Südseite der Pforzheimer Synagoge mit Dreipass-Fenster

Die alte Synagoge in Pforzheim im Innern

Die Alte Synagoge war eine Synagoge an der Zerrennerstraße 26/28 in Pforzheim. Sie wurde – anstelle eines Baus von 1812 – am 27. Dezember 1892 eingeweiht und wurde im November 1938 zerstört.

## Geschichte
Nach der mittelalterlichen Vertreibung der Juden bildete sich im frühen 18. Jahrhundert in Pforzheim wieder eine jüdische Gemeinde. 1794 wird ein Betsaal im Hasenmayerschen Haus in der Barfüßergasse genannt, ab 1813 hielten die damals etwa 95 Mitglieder ihre Gottesdienste in einer ersten Synagoge in der Metzgerstraße 27 ab. Diese erste Synagoge war durch den Umbau einer alten Zehntscheune entstanden. 1832 gab es einen bezahlten Kantor und wurde eine jüdische Schule in der Synagoge eingerichtet. Das Begräbnis der Juden war zunächst im Verbandsfriedhof in Untergrombach, ab 1846 verfügte die jüdische Gemeinde in Pforzheim über einen eigenen Friedhof an der Eutinger Straße, ab 1877 gab es einen Judenfriedhof als Teil des neuen Pforzheimer Hauptfriedhofs. Mit der Industrialisierung Pforzheims und dem Wachstum der Stadt wuchs auch die jüdische Gemeinde, so dass es im späten 19. Jahrhundert unter Kantor Elias Bloch zu Planungen für eine repräsentative neue Synagoge kam. 1889 erwarb die Gemeinde einen Bauplatz an der Zerrennerstraße. Die Baupläne wurden von Ludwig Levy (1854–1907) aus Karlsruhe erstellt. Zusätzlich zu der neuen Synagoge entstand ein Gemeindehaus mit Verwaltungs-, Versammlungs- und Unterrichtsräumen sowie Dienstwohnung des Synagogendieners.
Der Bau an der Zerrennerstraße kostete die Gemeinde rund 200.000 Reichsmark, die Summe wurde durch den Verkauf des Anwesens in der Metzgerstraße und durch Leistungen der inzwischen etwa 450 Mitglieder der Gemeinde erbracht. Die Grundsteinlegung erfolgte am 3. Juni 1891. Die Einweihung erfolgte am 27. Dezember 1892.
Ein erster antisemitischer Anschlag auf die Synagoge ereignete sich im Dezember 1922, als mehrere Fenster eingeworfen wurden. Der Synagogenrat setzte danach eine Belohnung von 10.000 Mark zur Ergreifung der Täter aus. 1926 wurde auch der Friedhof Ziel von Vandalismus. 
Im Jahr 1930 wurde die Synagoge renoviert, wobei die einst üppigen Wandmalereien mit zurückhaltenderen Ornamenten übermalt wurden.
Im Verlauf der Novemberpogrome 1938 wurde die Synagoge am Morgen des 10. November 1938 geschändet und durch einen Sprengsatz schwer beschädigt. Dann wurde die Jüdische Gemeinde gezwungen, den Bau auf eigene Kosten abzutragen. Das Grundstück wurde anschließend an einen Fabrikanten verkauft.
Zum Gedenken an die Synagoge wurde 1967 an der Zerrennerstraße ein Gedenkstein errichtet, 1989 wurde die Ecke Goethe-/Zerrennerstraße in Platz der Synagoge umbenannt.

## Architektur
Der mit einer bauchigen, großen, gedrungen wirkenden Tambourkuppel versehene Bau wurde im maurischen Stil nach Plänen von Ludwig Levy erbaut. Der Bau wurde in West-Ost-Richtung errichtet.
Im Osten des Baukörpers befand sich eine halbrunde Apsis, in der der Toraschrein (Aron-haKodesch) untergebracht war. An der Westseite, wo auch der breite Eingangstrakt angebracht war, befanden sich Turmaufsätze auf den Seitentrakten der Westfassade mit maurischem Abschlussgesims und Hufeisenbogen. Jedoch kam die Fassadenseite im Westen wenig zur Geltung, weil sie sich an einer kleinen Seitengasse befand.
Levy gestaltete daher die Südseite des Gebäudes als repräsentative Fassade mit einem großen Dreipass-Fenster mit zweifarbigen Keilsteinen in Hufeisenform und verschiedenen vortretenden Baupartien, was dem ganzen Baukörper eine gewisse Asymmetrie verlieh.
Der Innenraum war im Westen mit einer Orgelempore ausgestattet. Die Wände und die Decke waren mit vielen Ornamenten, die an orientalische Wandteppiche erinnerten, geschmückt.